# مالاینیتسا
مالاینیتسا (به صربی: Malajnica) یک منطقهٔ مسکونی در صربستان است که در نگوتین واقع شده‌است. مالاینیتسا ۶۸۳ نفر جمعیت دارد.